# Jamul
Jamul è una suddivisione dell'India, classificata come nagar panchayat, di 21.633 abitanti, situata nel distretto di Durg, nello stato federato del Chhattisgarh. In base al numero di abitanti la città rientra nella classe III (da 20.000 a 49.999 persone).

## Geografia fisica
La città è situata a 21° 15' 0 N e 81° 24' 0 E e ha un'altitudine di 296 m s.l.m..

## Società

### Evoluzione demografica
Al censimento del 2001 la popolazione di Jamul assommava a 21.633 persone, delle quali 11.230 maschi e 10.403 femmine. I bambini di età inferiore o uguale ai sei anni assommavano a 3.063, dei quali 1.529 maschi e 1.534 femmine. Infine, coloro che erano in grado di saper almeno leggere e scrivere erano 14.952, dei quali 8.796 maschi e 6.156 femmine.